# Рудольф Церер
Рудольф Церер (нім. Rudolf Zöhrer, 28 березня 1911 — 12 лютого 2000) — австрійський футболіст, що грав на позиції воротаря.
Виступав, зокрема, за клуби «Адміра» (Відень) та «Аустрія» (Відень), а також національну збірну Австрії. Дворазовий чемпіон Австрії, чотириразовий володар кубка Австрії. Володар Кубка Мітропи.

## Клубна кар'єра
До складу віденської «Адміри» приєднався в сезоні 1931–1932 і виступав три роки.
В 1932 році здобув з «Адмірою» «дубль» — перемоги і в чемпіонаті країни, і в кубку. В національній першості клуб на 2 очка випередив «Вієнну». У кубку у фіналі був переможений «Вінер АК» з рахунком 6:1. Церер зіграв в усіх 22 матчах чемпіонату і в усіх 5 матчах кубку. Виступав також у кубку Мітропи 1932, де «Адміра» поступилась за сумою двох матчів чеській «Славії» (0:3, 1:0).
У 1934 році разом з командою здобув ще один дубль. У чемпіонаті Австрії «Адміра» на два очка випередила «Рапід». У цьому сезоні Рудольф був основним воротарем в першій частині сезону, але під його кінець більше грав Петер Пляцер. На рахунку Церера 14 зіграних матчів, а у Пляцера 8. Схожа ситуація і в кубку: Рудольф провів перші два матчі турніру, а в трьох останніх грав Петер.
1934 року перейшов до клубу «Аустрія» (Відень), за який відіграв 9 сезонів. Завершив професійну кар'єру футболіста виступами за команду «Аустрія» (Відень) у 1943 році.

## Виступи за збірну
1932 року дебютував в офіційних матчах у складі національної збірної Австрії. Протягом кар'єри у національній команді, яка тривала 6 років, провів у її формі 3 матчі.
Помер 12 лютого 2000 року на 89-му році життя.

## Титули і досягнення
- Чемпіон Австрії 2

«Адміра» (Відень): 1931-32, 1933-34
- Володар Кубка Австрії (4):

«Адміра» (Відень): 1931-32, 1933-34
«Аустрія» (Відень): 1934-35, 1935-36
- Володар Кубка Мітропи (1):

«Аустрія» (Відень): 1936